# Basail
Basail es una localidad y municipio argentino, en el departamento San Fernando, al sudeste de la provincia del Chaco. Se encuentra a 62 km de la capital provincial, por la RN 11 "km 945".

## Toponimia

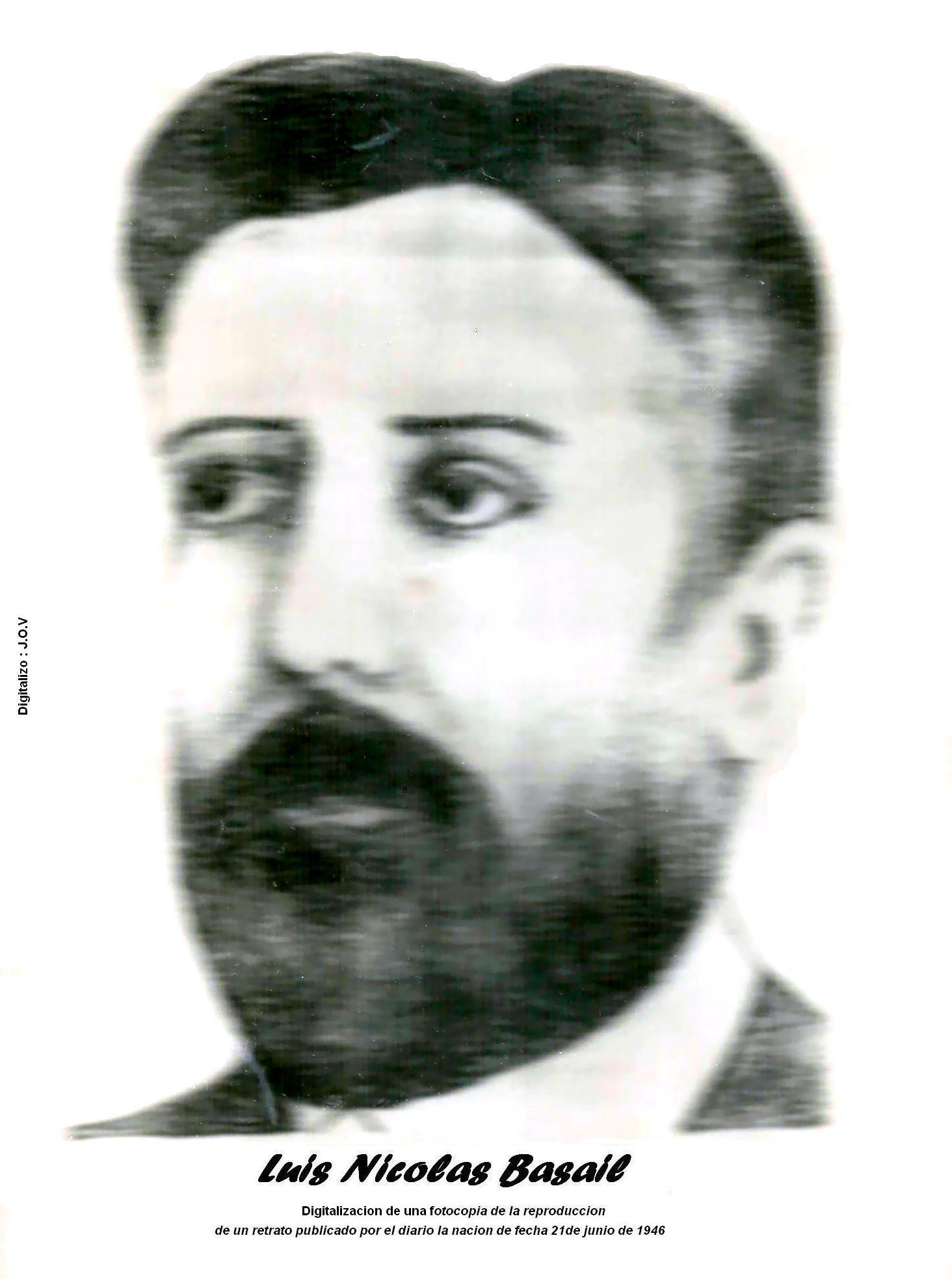
Luis Nicolás Basail.

El topónimo recuerda a Don Luis Nicolás Basail, un pionero llegado hacia finales del siglo XIX al entonces Territorio Nacional del Chaco, con la intención de poblar las tierras que le habían sido otorgadas por el Gobierno de la Nación en su política de poblar las grandes extensiones de campo aún inexploradas.
Nacido en 1845 en Buenos Aires, abogado, capitán del ejército, grado obtenido en la guerra del Paraguay. En Buenos Aires ocupó numerosos cargos: juez de paz, Director del Banco Hipotecario, diputado, senador y director del Ferrocarril del Oeste. Luis N. Basail falleció en San José de Flores el 12 de julio de 1902.

## Historia
Fundada oficialmente el 8 de diciembre de 1888, el propietario invitó al gobernador Antonio Dónovan, quien asistió al acto fundación de la colonia y pueblo, junto al cura párroco de Resistencia y capellán de las Tropas de Línea destacado en el Chaco Austral, Fray Emiliano Capelli, quien bendijo la ceremonia en la que se le impuso el nombre de BASAIL.
Estas primeras familias debieron afrontar diversos problemas relacionados con la “repartición de tierras" (Basail celebra 117 años de su fundación, Ed. 8/12/2005; Basail recuerda a sus pioneros al cumplir su 118 aniversario, Ed. 8/12/2006, Diario Norte, Resistencia, Chaco) .
Las primeras concesiones que aparecen en documentos oficiales fueron otorgadas hacia 1898 a las siguientes personas. David Zweifel (suizo); Melitón Torres; Fernando Echeverría; Germán Kenasel (alemán); Pedro Bernhardt (francés) y Nicolás Sotelo. Según los expedientes de mensuras a cada colono se le entregaron 25 hectáreas. 
En otros informes se citan los apellidos Acosta; Lam; Comanay y Beauvais (franceses). (Los apellidos mencionados figuran en el Segundo Censo Nacional efectuado el 10 de mayo de 1895, Archivo general de la Nación, Tomo 2 Folio 8 al 13 bajo el departamento Florencia al Norte con sus Distritos Basail, tapenagá, Palmira, palometa y La Sabana Diario NORTE, Ed. 8/12/2006, Resistencia, Chaco).

## Población
Cuenta con 1,929 habitantes (Indec, 2010), lo que representa un descenso del 1,6% frente a los 1,960 habitantes (Indec, 2001) del censo anterior. En el municipio el total ascendía a los 3,652 habitantes (Indec, 2001).
| Gráfica de evolución demográfica de Basail entre 1991 y 2010 |
|                                                              |
| Fuente: Censos nacionales del INDEC                          |

## Vías de comunicación
La principal vía de comunicación es la ruta Nacional 11, que la comunica al norte con Resistencia y la provincia de Formosa, y al sur con Florencia y Reconquista.

## Parroquias de la Iglesia católica en Basail
| Arquidiócesis | Resistencia             |
| ------------- | ----------------------- |
| Parroquia     | Nuestra Señora de Itatí |